# Tullhuset, Kalmar

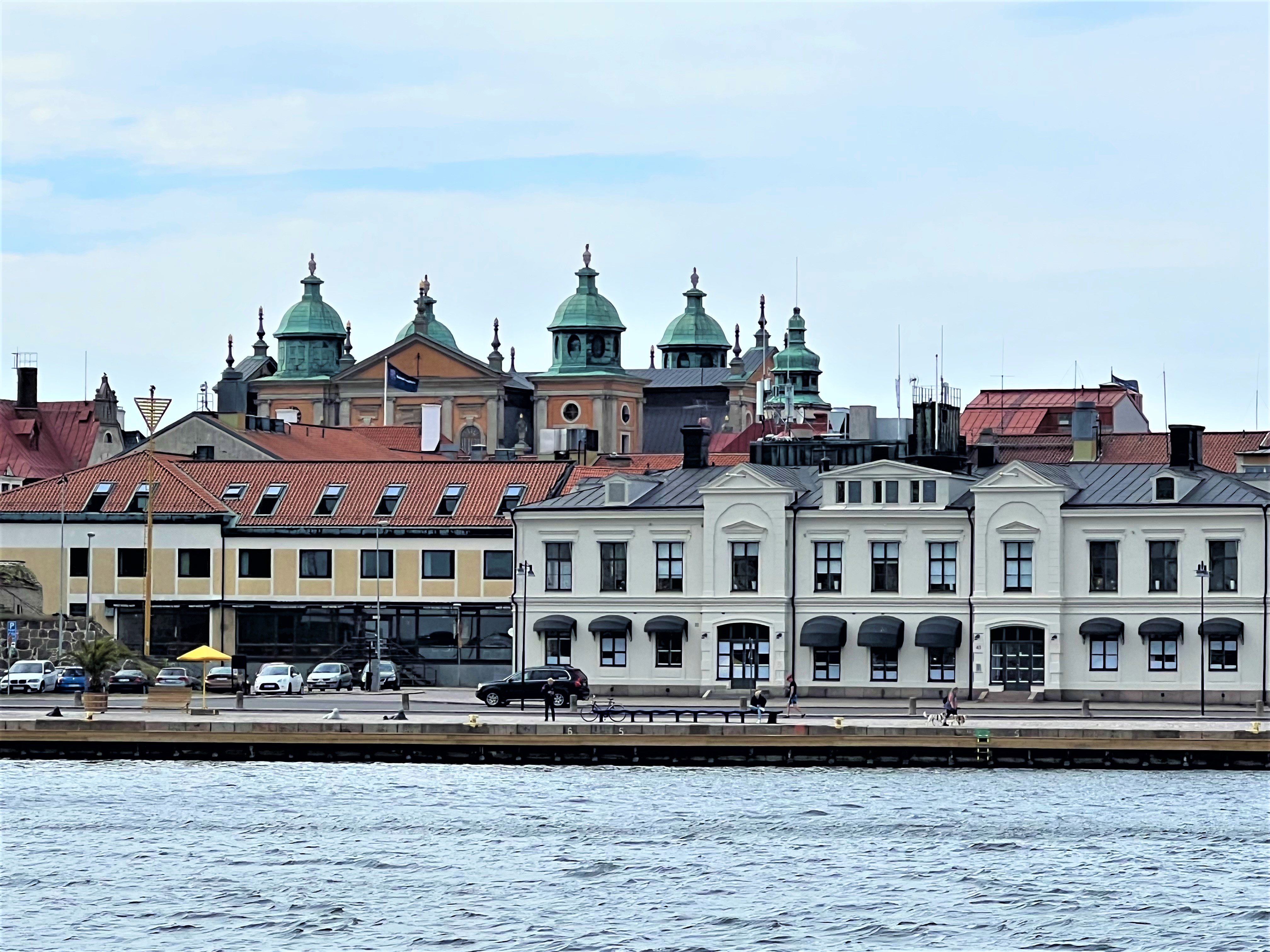
Tullhuset åt höger, i bakgrunden bland annat Kalmar Domkyrka

Tullhuset i Kalmar ritades av dåvarande stadsingenjören Carl Herman Öhnell och byggdes år 1886 för Generaltullstyrelsens lokala administration och för Kalmar hamn. Tullverksamheten i huset lades ned 1995. 
Tullhuset ligger vid Tullhamnen på Kvarnholmen, mellan Skeppsbrogatan och Ölandsgatan. Byggnaden förlängdes något av de första åren på 1900-talet med en två våningar hög tillbyggnad mot öster i samma stil och med samma fasadmaterial som den ursprungliga byggnadsdelen. År 1922 byggdes ytterligare en förlängning av byggnaden i en våning åt öster. 
Numera används byggnaden som kontor och för kommersiella ändamål. Det har vid olika tillfällen av kommunen framhållits att bebyggelseområdets kulturhistoriska värden bör skyddas. 